# Jutta Stock
Jutta Stöck (n. República Federal Alemana, 29 de septiembre de 1941) fue una atleta alemana especializada en la prueba de 4 × 100 m, en la que consiguió ser subcampeona europea en 1969.

## Carrera deportiva
En el Campeonato Europeo de Atletismo de 1969 ganó la medalla de plata en los relevos de 4 × 100 m, con un tiempo de 44.09 segundos, llegando a meta tras Alemania del Este y por delante de Reino Unido (bronce).